# Wechselventil

Technisches Symbol des Wechselventils
Eingänge: Ziffer 1
Ausgang: Ziffer 2

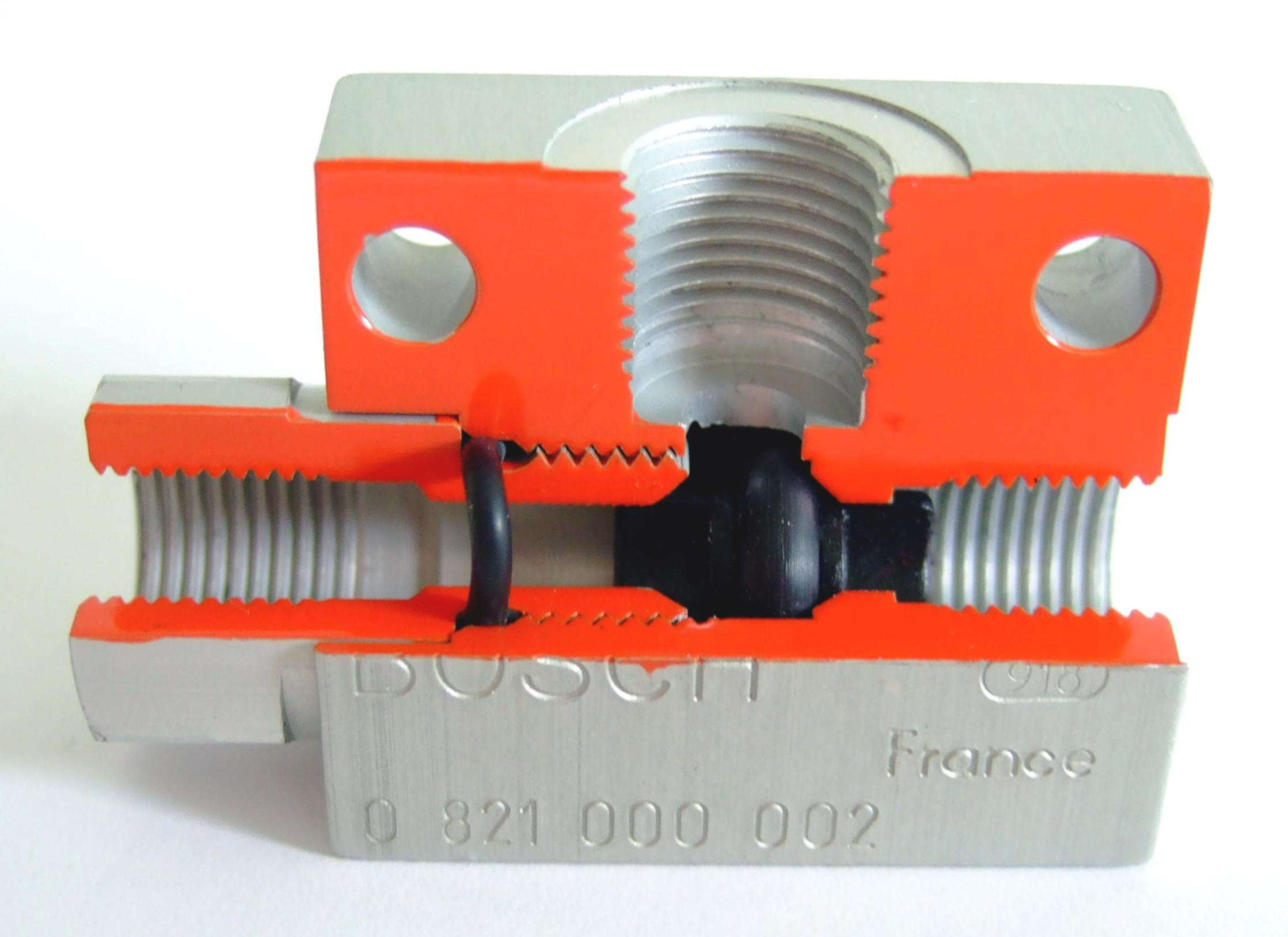
Schnittmodell eines Wechselventils

Ein Wechselventil ist ein pneumatisches oder hydraulisches Ventil mit zwei Eingängen (Steueranschlüssen) und einem Ausgang.

## Logisches Oder (OR)
Das Wechselventil stellt die technische Umsetzung einer nicht-ausschließenden ODER-Verknüpfung im Bereich der Pneumatik und Hydraulik dar:
Wenn an mindestens einem der beiden Eingänge ein Drucksignal anliegt, wird ein Ausgangssignal erzeugt.
Wahrheitstabelle Wechselventil:
| Eingang 1 | Eingang 2 | Ausgang |
| 0         | 0         | 0       |
| 0         | 1         | 1       |
| 1         | 0         | 1       |
| 1         | 1         | 1       |

## Aufbau und Funktionsweise
Das Wechselventil besteht im Regelfall aus einem Gehäuse (in der Grafik schraffiert), zwei Eingangsanschlüssen (seitlich), einem Ausgangsanschluss (oben, mit ausgehendem Pfeil) und einem (hier kugelförmigen) Schaltkörper (grau).
Grundsätzlich hat das Wechselventil nur zwei definierte Schaltstellungen. In jeder davon wird immer ein Eingang vom Schaltkörper gesperrt. Der jeweils andere Eingang wird dadurch gleichzeitig freigegeben, sodass von dort ein anstehendes Drucksignal zum Ausgang gelangen kann.
Werden beide Eingänge mit Druck beaufschlagt, so gibt es zwei Möglichkeiten:
- Treffen beide Drucksignale zu unterschiedlichen Zeitpunkten ein, so gelangt das zuerst ankommende Signal zum Ausgang.
- Weisen hingegen beide Eingangssignale unterschiedlichen Druck auf, so verschiebt sich der Schaltkörper aufgrund der Druckdifferenz: Der Eingang, an dem der niedrigere Druck anliegt, wird somit gesperrt (in der Grafik jeweils hellblau) und das Signal mit dem höheren Druck gelangt zum Ausgang (dunkelblau).

In beiden Fällen liegt am Ausgang ein Drucksignal vor. Sind beide Eingänge drucklos, bleibt auch der Ausgang drucklos. Damit entsteht die gewünschte ODER-Verknüpfung.
Wären die Eingänge mit dem Ausgang nur über ein T-Stück verbunden und wäre nur einer von ihnen druckbeaufschlagt und der andere drucklos, könnte das Medium über den drucklosen Eingang unkontrolliert abfließen und der Ausgang bliebe drucklos. Ein Wechselventil ist daher bei ODER-Verknüpfungen unverzichtbar.

## Einsatzzweck
Das Wechselventil wird in allen pneumatischen und hydraulischen Schaltungen eingesetzt, in denen eine logische ODER-Verknüpfung von Drucksignalen von Bedeutung ist. Es wird u. a. zum Anschluss von zwei Sicherheitsventilen an einem abzusichernden Behälter eingesetzt. Mit dieser Anordnung ist immer ein Sicherheitsventil mit dem Behälter verbunden und es besteht die Möglichkeit, Sicherheitsventile zur Prüfung oder Reparatur auszubauen, ohne den angeschlossenen Behälter entleeren zu müssen. Somit kann im Falle eines undichten Sicherheitsventils auf das andere Ventil umgeschaltet werden.
Eine derartige Anordnung ist für größere Druckbehälter zur Lagerung von Flüssiggas oder anderen verflüssigten Gasen und für Druckbehälter in Kälteanlagen vorgeschrieben.
In der Hydraulik werden Wechselventile bei Load-Sensing-Schaltungen und bei Zulauf-Druckwaagen eingesetzt.
Das Wechselventil dient auch zur Umsetzung einer rein pneumatischen Selbsthalteschaltung.